# Brigadegeneraal
Brigadegeneraal is een militaire rang. Het is de laagste van de vier generaalsrangen in Nederland, België en veel andere landen.

## Spellingsvarianten
De Taalunie adviseert de spelling als brigadegeneraal. Team Taaladvies van de Vlaamse overheid adviseert brigade-generaal, afgekort als bde.-gen. of BdeGen. De schrijfwijze brigadier-generaal is een onjuiste vertaling van het Engelse 'brigadier general'.

## Brigadegeneraal bij de Nederlandse krijgsmacht
In de Nederlandse krijgsmacht bestaat de rang van brigadegeneraal bij de Koninklijke Landmacht, het Korps Mariniers en de Koninklijke Marechaussee. De gelijkwaardige rang bij de Koninklijke Marine is commandeur en bij de Koninklijke Luchtmacht is dat commodore.
| Functie- schaal NAVO | Koninklijke Marine | Koninklijke Marine | Koninklijke Landmacht | Koninklijke Landmacht    | Koninklijke Luchtmacht | Koninklijke Luchtmacht | Koninklijke Marechaussee | Koninklijke Marechaussee |
| -------------------- | ------------------ | ------------------ | --------------------- | ------------------------ | ---------------------- | ---------------------- | ------------------------ | ------------------------ |
| OF-6                 |                    | Commandeur         |                       | Brigadegeneraal Generaal |                        | Commodore              |                          | Brigadegeneraal Generaal |

## Officiersrangen (van hoog naar laag)
- generaal
- luitenant-generaal
- generaal-majoor
- brigadegeneraal (bij de luchtmacht: commodore)
- kolonel
- luitenant-kolonel (overste)
- majoor
- kapitein / ritmeester
- eerste luitenant
- tweede luitenant
- vaandrig / kornet